# Manotes hyalina
Manotes hyalina är en tvåvingeart som beskrevs av James 1967. Manotes hyalina ingår i släktet Manotes och familjen vapenflugor. Inga underarter finns listade i Catalogue of Life.